# Anii 950
Secole: Secolul al IX-lea - Secolul al X-lea - Secolul al XI-lea
Decenii: Anii 900 Anii 910 Anii 920 Anii 930 Anii 940 -Anii 950 - Anii 960 Anii 970 Anii 980 Anii 990 Anii 1000
Ani: 950 | 951 | 952 | 953 | 954 | 955 | 956 | 957 | 958 | 959